# 아크로심피톤속
아크로심피톤속(Acrosymphyton)은 진정홍조강 아크로심피톤목에 속하는 홍조식물 속의 하나이다. 아크로심피톤과(Acrosymphytaceae)에 속하는 유일속으로 6종을 포함하고 있다. 이전에 아크로심피톤과에 포함하여 분류했던 스킴멜만니아속 (Schimmelmannia)은 스킴멜만니아과 (Schimmelmanniaceae)의 유일속으로 분류한다.